# Salteña
La salteña est un type d'empanada remplie de bouillon, de viande ou de poulet, d'œuf dur et d'épices et cuit au four. Les salteñas se trouvent en Bolivie .
En Bolivie, les salteñas ont pour origine les empanadas de caldo (« tartes au bouillon »), connues sous ce nom jusqu'aux années 1960. 
La salteña est fourrée de différents légumes, de viande en la Pazux et du bouillon qui a servi à cuire la viande et les légumes. Elle se mange principalement le matin.

## Histoire
Antonio Paredes Candia écrit qu'au XIXe siècle la señora Juana Manuela Gorriti, qui devient plus tard l'épouse du président Manuel Isidoro Belzu, née dans la ville de Salta en Argentine, fuit en Bolivie durant la dictature de Juan Manuel de Rosas. Elle s'installe à Tarija (Bolivie) et vit avec sa famille dans la pauvreté. Ils commencent à vendre des empanadas caldosas.
Ces empanadas deviennent très populaires et Manuela est alors surnommée la salteña. Paredes Candia mentionne que les enfants disaient : « Je vais chercher une empanada de la salteña » (« Ve y recoge una empanada de la salteña »).

## Types desalteñas
- Salteña de carne (viande)
- Salteña de pollo (poulet)
- Salteña de fricase (fricassée)
- Salteña vegetariana (végétarienne)

Les salteñas sont plus ou moins épicées, et des olives ou des raisins peuvent être ajoutés.
La salteña est relativement bon marché. Elle s'achète en 2008 en Bolivie entre Bs 1,5 et Bs 5,00, ce qui équivaut de $ US 0,21 à $ US 0,71 (2010).[Passage à actualiser]